# Dave MacLeod
Dave MacLeod, né le 17 juillet 1978, est un grimpeur écossais, connu pour ses ascensions extrêmes et exposées en escalade trad (escalade uniquement sur coinceurs).

## Rhapsody

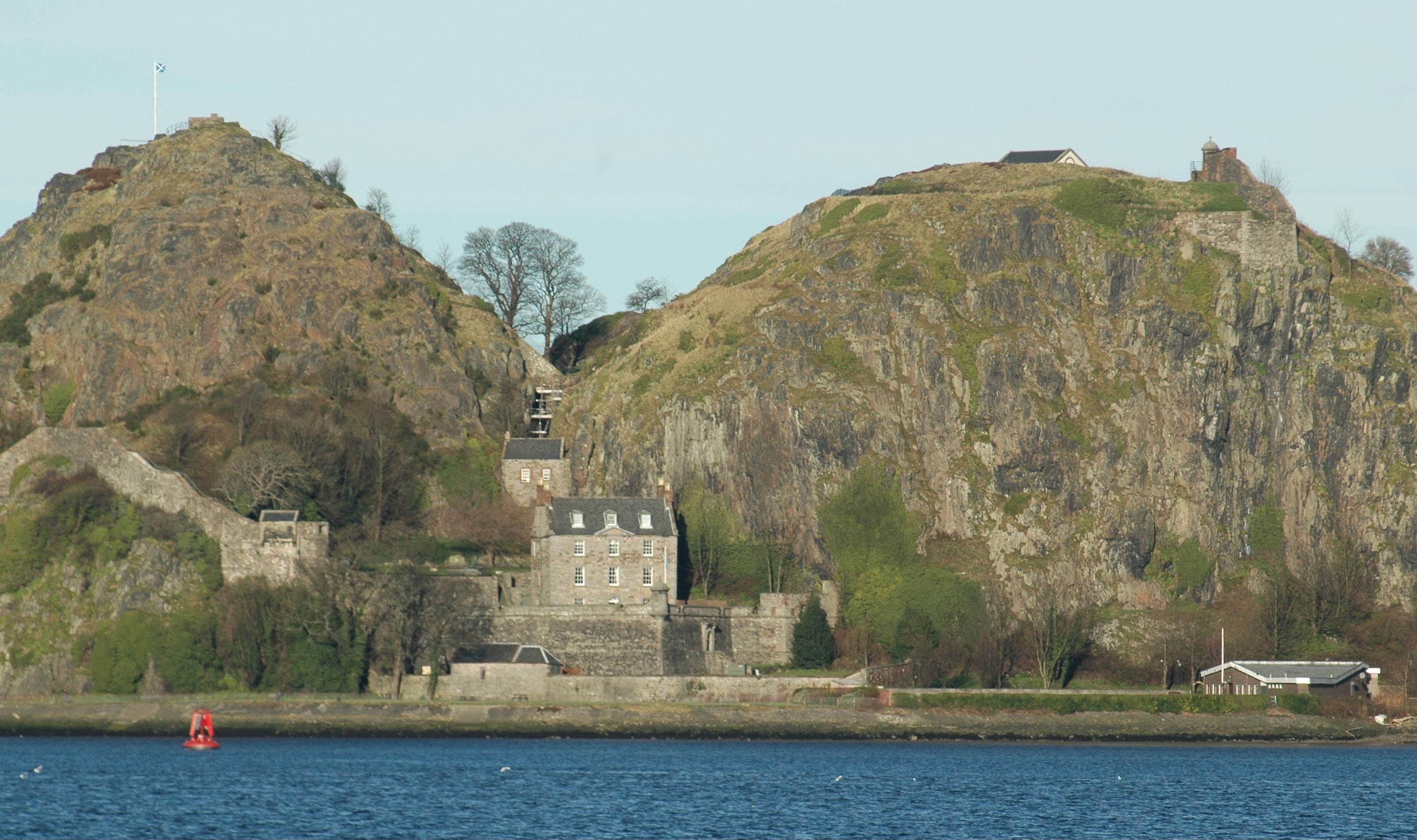
Le château de Dumbarton et Dumbarton Rock.

En avril 2006, il a enchaîné  Rhapsody à Dumbarton Rock, qu'il a coté E11 7a (la cotation anglaise tient à la fois compte de la difficulté et de l'exposition de la voie), ce qui en faisait la voie de trad climbing la plus difficile du monde à l'époque. C'est l'extension de la voie Requiem (E8 6b), ouverte en 1983 par Dave Cuthbertson. Elle suit une fissure qui se ferme à mi-hauteur de la paroi. Requiem suit une écaille sur la droite, Rhapsody continue tout droit jusqu'en haut, sans point de protection, la partie supérieure équivalent à un 8c+ (en cotation française). MacLeod a pris plusieurs longs vols dans cette partie, dont trois de plus de 20 m, du dernier mouvement, se blessant en se heurtant à la paroi. L'ascension de Rhapsody est le sujet du film E11.
La première répétition a été réussie par le Canadien Sonnie Trotter, le 9 juin 2008, en 4 semaines et demie, après 50 chutes de 15 m. Il avait auparavant ouvert une variante plus directe et plus facile, en prenant une arête sur la gauche Direquiem (5.14 a soit 8b/!b+), ce qui fait de Rhapsody, une « éliminante ». Trotter trouve néanmoins la voie de MacLeod évidente et « yes, very hard ».
Moins d'une semaine après, le 16 juin, l'Anglais Steve McClure, réussit la troisième ascension, en 4 jours et trois essais.

## Autres ascensions
En escalade sportive, MacLeod a réussi le 9a de A Muerte à Siurana, en bloc : "Pressure" (8B) à Dumbarton Rock, en solo intégral : Darwin Dixit (8c) à Margalef.

## Echo Wall
En 2008 il a ouvert une nouvelle voie extrême sur coinceurs : Echo Wall au Ben Nevis, qu'il n'a pas cotée.